# Neocompsa macroscina
Neocompsa macroscina är en skalbaggsart som beskrevs av Martins 1970. Neocompsa macroscina ingår i släktet Neocompsa och familjen långhorningar. Inga underarter finns listade i Catalogue of Life.